# Sport Club Juventus 1931-1932
Questa pagina raccoglie i dati riguardanti il Sport Club Juventus nelle competizioni ufficiali della stagione 1931-1932.

## Stagione
Nella stagione 1931-1932 la Juventus disputò il campionato di Seconda Divisione 1931-1932 (l'attuale Lega Pro Seconda Divisione), raggiungendo il 1º posto nel girone. Ammesso alle finali del per la promozione in Prima Divisione, rinunciò a parteciparvi. Fu comunque promossa in Prima Divisione per la rinuncia del US Torres.

## Divise
I colori sociali della Juventus Trapani sono il nero e l'azzurro.
| Casa |

## Rosa
| N. |                   | Ruolo | Calciatore           |
| -- | ----------------- | ----- | -------------------- |
| 1  | Italia (bandiera) | P     | Stevan Tommei        |
| 2  | Italia (bandiera) | D     | Luigi Pinasco        |
| 3  | Italia (bandiera) | D     | Francesco Di Trapani |
| 4  | Italia (bandiera) | C     | Giuseppe Gobetti     |
| 5  | Italia (bandiera) | D     | Antonio Gamna        |
| 6  | Italia (bandiera) | D     | Paride Palmeri       |
| 7  | Italia (bandiera) | A     | Ottavio Marceca      |
| 8  | Italia (bandiera) | C     | Felice Giaccone      |
| 9  | Italia (bandiera) | A     | Antonio Oreste Porta |
| 10 | Italia (bandiera) | A     | Eligio Nelva         |

| N. |                    | Ruolo | Calciatore           |
| -- | ------------------ | ----- | -------------------- |
| 11 | Italia (bandiera)  | C     | Antonio Pagano       |
| 12 | Italia (bandiera)  | P     | Matteo "Gino" Pedone |
|    | Italia (bandiera)  | D     | Vito Bertini         |
|    | Italia (bandiera)  | D     | Mario Tibaldi        |
|    | Italia (bandiera)  | C     | Aiuto                |
|    | Italia (bandiera)  | C     | Mucaria              |
|    | Italia (bandiera)  | A     | Bernardo Nolfo       |
|    | Italia (bandiera)  | A     | Aldo Ungaro          |
|    | Italia (bandiera)  | A     | Luciano Tartamella   |
|    | Austria (bandiera) | A     | Heinrich Schönfeld   |

## Calciomercato
| Arrivi | Arrivi          | Arrivi        |
| R.     | Nome            | da            |
| ------ | --------------- | ------------- |
| P      | Stevan Tommei   | Cavour Torino |
| A      | Eligio Nelva    | Torino        |
| C      | Felice Giaccone | Torino        |
| C      | Luigi Pinasco   | Siracusæ      |
| C      | Antonio Pagano  | Biscegliese   |

## Risultati

### Seconda Divisione

#### Girone di andata
| 18 ottobre 1931 1ª giornata |  | – Riposo |  |  |

| Agrigento 25 ottobre 1932, ore 14:00 UTC+1 2ª giornata | Agrigento | 0 – 1 | Juventus Trapani | Piano Sanfilippo |

| Trapani 1º novembre 1931, ore 14:00 UTC+1 3ª giornata | Juventus Trapani | 3 – 1 | G.U.F. Palermo | Campo degli Spalti |

| Trapani 8 novembre 1931, ore 14:00 UTC+1 4ª giornata | Juventus Trapani | – Non disputata | Marsala | Campo degli Spalti |

| Trapani 22 novembre 1931, ore 14:00 UTC+1 5ª giornata | Juventus Trapani | 2 – 0 | U.S. Palermo B | Campo degli Spalti |
| \| \| \| \| \| Di Trapani Nd \| Marcatori \| \|       |                  |       |                |                    |
|                                                       |                  |       |                |                    |
| Di Trapani Nd                                         | Marcatori        |       |                |                    |

| Trapani 29 novembre 1931, ore 14:00 UTC+1 6ª giornata | Juventus Trapani | 2 – 2 | Acireale | Campo degli Spalti |

| Siracusa 6 dicembre 1931 7ª giornata | S.S. Syracusæ | / – / | Juventus Trapani | Stadio Vittorio Emanuele III |

| Catania 3 gennaio 1932, ore 14:00 UTC+1 8ª giornata | S.S. Catania B | 1 – 1 | Juventus Trapani | Piazza Esposizione |

| Trapani 27 dicembre 1931, ore 14:00 UTC+1 9ª giornata | Juventus Trapani | 5 – 2 | Dopolavoro Messina | Campo degli Spalti |

| 27 dicembre 1931 10ª giornata |  | – Riposo |  |  |

#### Girone di ritorno
| 6 gennaio 1932 11ª giornata |  | – Riposo |  |  |

| Trapani 14 febbraio 1932, ore 14:00 UTC+1 12ª giornata | Juventus Trapani | 3 – 0 | Agrigento | Campo degli Spalti |
| \| \| \| \| \| Pagano Porta \| Marcatori \| \|         |                  |       |           |                    |
|                                                        |                  |       |           |                    |
| Pagano Porta                                           | Marcatori        |       |           |                    |

| Palermo 17 gennaio 1932, ore 14:00 UTC+1 13ª giornata | G.U.F. Palermo | 0 – 3 | Juventus Trapani | Stadio Littorio |

| Acireale 24 gennaio 1932, ore 14:00 UTC+1 14ª giornata | Acireale | 3 – 3 | Juventus Trapani | Stadio Comunale |

| Palermo 31 gennaio 1932, ore 14:00 UTC+1 15ª giornata | Palermo (B) | 1 – 1 | Juventus Trapani | Stadio Littorio |

| Trapani 7 febbraio 1932, ore 14:00 UTC+1 16ª giornata | Juventus Trapani | 3 – 0 | Catania (B) | Campo degli Spalti |

| 14, 21, 29 febbraio 1932 17ª, 18ª, 19ª e 20ª giornata |  | – Riposo |  |  |

| Messina 6 marzo 1932, ore 14:00 UTC+1 21ª giornata | Dopolavoro Messina | 1 – 2 | Juventus Trapani | Stadio "Enzo Geraci" |